# Manuel Capitolino da Rocha Carvalho
Manuel Capitolino da Rocha Carvalho (Penedo, ? — ?) foi um religioso e político brasileiro.
Foi senador estadual de 1915 a 1922. Quando era vice-presidente do senado estadual, assumiu o governo interino do estado de Alagoas, de 1º de maio a 12 de junho de 1921. Foi deputado estadual de 1935 a 10 de novembro de 1937, quando veio o Estado Novo.